# سد نهب
سد نهب در استان قزوین و به فاصله ۳۶ کیلومتری جنوب شهرستان تاکستان قرار دارد و در روستای نهب در حوزه شهرستان تاکستان واقع است. سد نهب بر روی رودخانه خررود ساخته شده است و به عنوان یکی از سدهای کشور با بالاترین طول تاج سد، شناخته می‌شود.
سد نهب در جهت نگهداشت آب‌هایی که به شکل سطحی هدر می‌رفت و ذخیره‌سازی آن برای بخش کشاورزی در مناطق پایین‌دست شهرستان‌های بوئین‌زهرا و تاکستان استفاده خواهد شد. این سد با ظرفیت ذخیره سازی ۱۲۰ میلیون متر مکعب آب در شهرستان تاکستان قرار دارد و  یکی از پروژه‌های مهم آبی استان قزوین است که به لحاظ شرایط منحصر به فردی که در ساخت دارد به عنوان یکی از سدهای کشور با بالاترین طول تاج سد، شناخته می شود و اگر فضای حضور سرمایه‌گذاران بخش خصوصی برای ایجاد اماکن گردشگری پیرامون سد نهب انجام شود، می‌تواند این منطقه را از نظر اقتصادی متحول کند و ظرفیتی برای گذراندن اوقات فراغت و تفریح مردم را فراهم سازد.
این سد با هدف کنترل سیلاب‌های رودخانه خر رود، تغذیه مصنوعی و تأمین سالانه آب برای مصارف ۳۶ هزار و ۸۰۰ هکتار از اراضی کشاورزی پایین دست تکمیل شده و نقش مهمی در توسعه پایدار استان و بهبود وضعیت اشتغال منطقه دارد. با بهره برداری از سد نهب و تنظیم آب مورد نیاز کشاورزی و رعایت الگوی کشت، برداشت حدود ۹۰ میلیون مترمکعب از منابع آب زیرزمینی کاهش خواهد یافت.